# Кранбрук (Британска Колумбија)
Кранбрук (енгл. Cranbrook) је град у Канади у покрајини Британска Колумбија. Према резултатима пописа 2011. у граду је живело 19.319 становника.

## Становништво
Према резултатима пописа становништва из 2011. у граду је живело 19.319 становника, што је за 5,4% више у односу на попис из 2006. када је регистровано 18.329 житеља. 
| 2006.  | 2011.  |
| ------ | ------ |
| 18.329 | 19.319 |